# La Gripperie-Saint-Symphorien
La Gripperie-Saint-Symphorien là một xã trong tỉnh Charente-Maritime trong vùng Nouvelle-Aquitaine tây nam nước Pháp. Xã này nằm ở khu vực có độ cao từ 2-39 mét trên mực nước biển.